# Vitellius (Brâncuși)
Bustul lui Vitellius este un „antic bust” modelat în ghips după un mulaj aflat în sala de curs, executat în 1898, în primele săptămâni ale frecventării Școlii Naționale de Arte Frumoase din București, pentru care Brâncuși a primit o „Mențiune onorifică”. Sculptura este clasată în categoria „Tezaur” a Patrimoniului cultural național și se află în Muzeul de Artă din Craiova, România.
Lucrarea îl prezintă pe împăratului roman Vitellius sub forma bustului unui bărbat matur, cu fața rotundă și gât gros, cu capul ușor întors spre umărul stâng. Împăratul are părul tuns scurt, ușor ondulat, pieptănat spre spate și poartă o togă prinsă în falduri, cu fibule rotunde. Inscripția de pe plintă are majuscula S inversată, un accident care se repetă și în 1913, în semnătura unei versiuni a Domnișoarei Pogany.
Este una dintre puținele lucrări ale lui Brâncuși rămase din timpul școlii. Opera a fost prezentată Consiliului județean al Prefecturii Dolj pentru a-i fi prelungită bursa acordată.

## Vezi și
- Lista sculpturilor lui Constantin Brâncuși